# Državna cesta D227
D227 je državna cesta u Hrvatskoj. Ukupna duljina iznosi 19,4 km.